# Área de Proteção Ambiental do Tapajós
A Área de Proteção Ambiental do Tapajós (APA) é uma Unidade de Conservação situada no estado do Pará, Brasil. Está inserido na categoria de Unidade de Conservação de Uso Sustentável, com instância responsável estadual .

## Criação
Criada em 2006 pelo Decreto s/nº, de 13 de fevereiro de 2006, a criação da APA ocorreu com os objetivos básicos de proteger a diversidade biológica, disciplinar o processo de ocupação e assegurar a sustentabilidade do uso dos recursos naturais .

## Informações geográficas
Com uma área de 2.040.331,05 hectares, a APA situa-se no bioma amazônico e sua jurisdição legal está vinculada à Amazônia Legal. A Estrada Transgarimpeira corta a APA no sentido leste-oeste e constitui seu melhor acesso. 
Os município(s) do Pará no(s) qual(is) incide a Unidade de Conservação,e as suas respectivas correspondências de quanto englobam a UC, são:
- Itaituba - 85,85%
- Jacareacanga - 13,84%
- Trairão - 0,26%

## Características biológicas

### Fitofisionomia
As vegetações predominantes local são: Floresta Ombrófila Aberta e Floresta Ombrófila Densa Presentes no bioma aamazônico, as vegetações caracterizam-se pela vegetação de folhas largas e perenes e por chuvas abundantes e frequentes.

### Bacia hidrográfica
A UC possui território total na Bacia Hidrográfica do Tapajós.

### Bioma
A UC possui sua área total inserida no bioma amazônico.

### Gestão
Criado em 2011, o conselho é consultivo, podendo, junto ao órgão gestor (ICMBIO) Instituto Chico Mendes de Conservação da Biodiversidade, acompanhar a elaboração, a implantação e a revisão do Plano de Manejo (Lei 9985/00 art. 18. § 5° e decreto 4340/02 art. 20 inciso II). O conselho consultivo pode também opinar sobre  contratações e os dispositivos do termo de parceria com Organizações da sociedade civil de interesse público (Oscip). 

## Principais ameaças

### Exploração ilegal de madeira e desemprego
Por conta da atividade de exploração ilegal de madeira na região, inúmeras famílias perderam seus empregos e fonte de renda. O altíssimo nível de desemprego foi também devido ao decorrente aumento de tensão social entre trabalhadores, proprietários de terras e agentes fiscalizadores .
A APA Tapajós foi identificada então como prioritária para concessão em função dos estoques disponíveis de madeira e para solucionar parcialmente as tensões sociais existentes na área .

### Garimpo
Por conta da Bacia dos Tapajós ser rica e diversificada reserva natural de minério, sofre com a exploração em grande escala de seus recursos, como pelas atividades garimpeiras.  Na tentativa de superar e até de reverter essas dificuldades, a ponto de estimular o emprego e renda na região, porém ser desequilibrar o ambiente, a utilização de técnicas de sensoriamento remoto, geoprocessamento e gerenciamento de dados, têm sido ferramentas úteis na aquisição e processamento de dados para um maior controle do panorama da região.  

## Principais atividades

### Uso de madeira
A APA Tapajós foi identificada como prioritária para concessão para uso de madeira em função dos estoques disponíveis de madeira em localização que permite atender à demanda do Município de Novo Progresso e do Distrito de Moraes de Almeida .

### Pesca
Também, as comunidades ribeirinhas da região, possuem enorme influência e destaque sobre a pesca local. Tal atividade, garante o sustento destas familias, além de contrbuir para a economia local. No entanto, a atividade pode estar comprometido por conta de planos governamentais de se estruturar redes hidrelétricas e barragens em pontos altos da bacia hidrográfica, alterando o nível da água em regiões mais baixas, por exemplo .